# Antonina elongata
Antonina elongata är en insektsart som beskrevs av Tang 1992. Antonina elongata ingår i släktet Antonina och familjen ullsköldlöss. Inga underarter finns listade i Catalogue of Life.